# Hypersonická zbraň

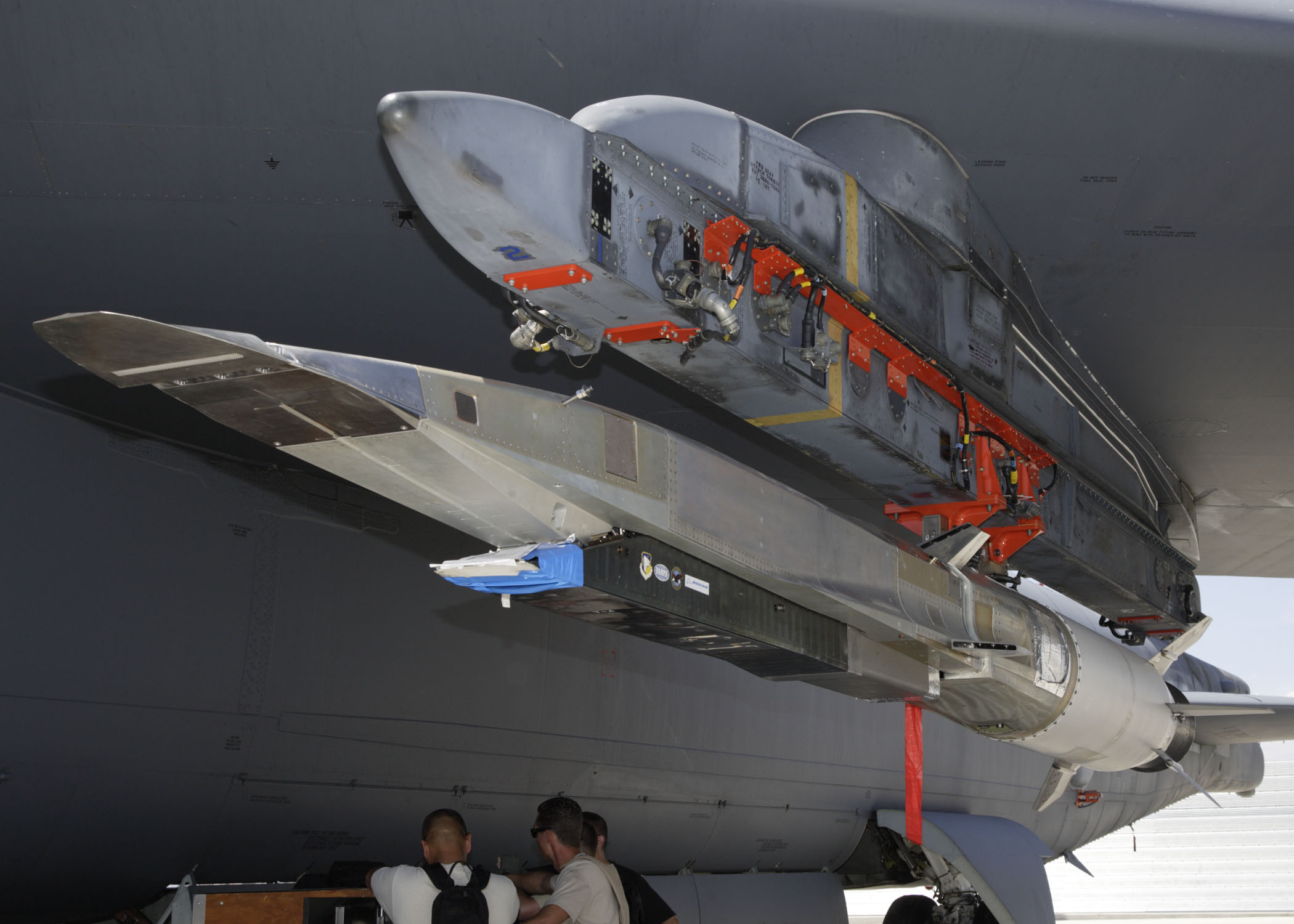
Americký hypersonický bezpilotní letoun X-51 pod křídlem bombardéru B-52 (2009)

Hypersonická zbraň je označení pro zbraň, jež je schopna pohybovat se rychlostí alespoň pětinásobně vyšší, než je rychlost zvuku a současně manévrovat, čímž brání přesné detekci své budoucí pozice a zničení protivzdušnou obranou. Je nejisté, zda proti této skupině zbraní v současnosti existuje účinná obrana. Hypersonické zbraně vyvíjí Rusko, USA, Čína i další světové velmoci. Existuje několik typů vyvíjených střel a bezpilotních letounů, z nichž některé již byly úspěšně testovány.

## Technická charakteristika
Zbraň se označuje jako hypersonická, pohybuje-li se rychlostí alespoň Mach 5 (pětinásobek rychlosti zvuku); nejrychlejší známá hypersonická zbraň se pohybuje rychlostí až Mach 20. Hypersonické zbraně mohou proniknout i do kosmického prostoru, ale většina nebo celý jejich let probíhá většinou v atmosféře – rakety „klouzají“ po jejím horním okraji. Jelikož se vlivem atmosférického tření extrémně zahřívají, k jejich konstrukci je potřeba tepelně odolných materiálů.
K pohonu se užívá jednoduchých náporových motorů, resp. varianty scramjet s nadzvukovým spalováním, což přináší několik konstrukčních výhod (nízká hmotnost, prodloužení doletu a další). Některá letadla jsou bezmotorové kluzáky, u nichž se předpokládá, že mohou dosáhnout výšek 40 až 60 km, a následně kolmým letem zasáhnout cíl.
Kromě své rychlosti jsou hypersonické zbraně charakterizovány svou schopností rychle a nepředvídatelně manévrovat, čímž se liší například od balistických raket, schopných dosáhnout podobných rychlostí – vzhledem k jejich trajektoriím alespoň zčásti kopírujícím balistickou křivku se však tyto skupiny zbraní neřadí mezi hypersonické.

## Vojenský význam

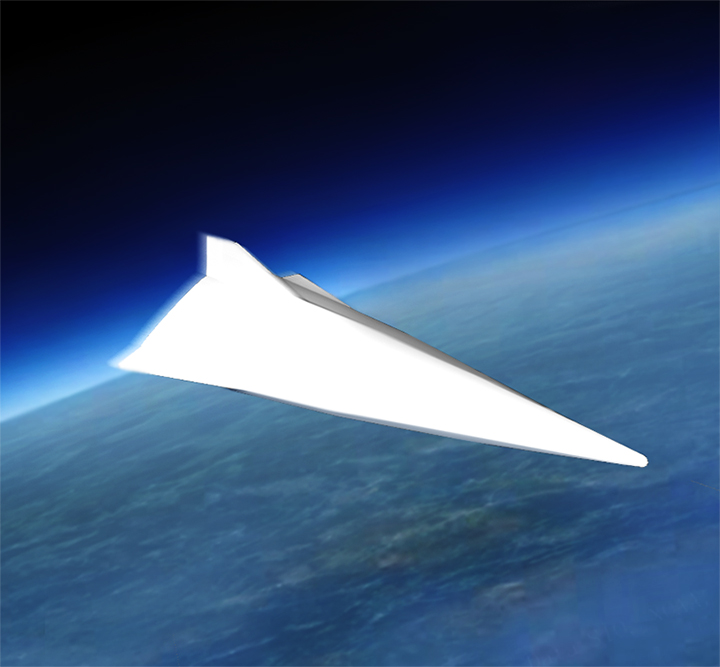
Čínský hypersonický kluzák WU-14

Hypersonické zbraně testuje Rusko, USA a Čína, dále Indie, Austrálie a Francie. Existují nadzvuková bezpilotní letadla a také protilodní i protizemní střely, z nichž některé již byly zařazeny do výzbroje armád nebo se jejich zařazení připravuje. Hypersonické rakety mohou nést jaderné i konvenční hlavice. Podle některých názorů může vývoj nové generace hypersonických zbraní narušit, resp. změnit současnou globální vojenskou rovnováhu.
Podle některých zdrojů proti hypersonickým zbraním nebyla doposud vyvinuta účinná obrana. Díky své velmi vysoké rychlosti, pohybu v atmosféře a schopnosti manévrování jsou hypersonické rakety současnými systémy protiraketové obrany prakticky neodhalitelné; podle představitelů americké armády výkon současných satelitů a radarů k tomuto účelu nepostačuje a je potřeba zdokonalit stávající senzory a antirakety. U kluzáků představuje problém především nízké tepelné vyzařování (způsobeno malým třením o řídkou atmosféru), vysoká rychlost a malé rozměry těchto objektů.
V březnu 2023 použilo Rusko hypersonické střely Kinžal v rámci své invaze na Ukrajinu, v květnu a červnu téhož roku ohlásila Ukrajina sestřelení několika ruských Kinžalů americkým protiraketovým systémem Patriot. Řazení této střely mezi hypersonické zbraně je však velmi sporné, resp. pravděpodobně nesprávné, takže ani po těchto sestřelech nelze konstatovat, že v reálném boji bylo někdy zaznamenáno sestřelení hypersonické zbraně.

## Testované zbraně
V současnosti je známo několik vyvíjených hypersonických letounů a střel:
USA
- Boeing X-51 Waverider – letoun poháněný motorem scramjet,[4] neúspěšně testován v květnu 2010, červnu 2011 a srpnu 2012,[1] během čtvrtého úspěšného testu v květnu 2013 dosáhl rychlost Mach 5,1.[15]
- HTV-2 – bezpilotní letoun bez vlastního pohonu,[16] který měl létat rychlostí až Mach 20; neúspěšně testován v dubnu 2010 a srpnu 2011.[17]
- AHW – kluzák, testován úspěšně v listopadu 2011 a neúspěšně v srpnu 2014.[18][19]
- Long-Range Hypersonic Weapon – protizemní střela, kterou tvoří booster a C-HGB (Common-Hypersonic Glide Body). Od roku 2023 na ni mají být přezbrojeny torpédoborce třídy Zumwalt.[20]

Rusko
- 3M22 Zirkon – protilodní střela s plochou dráhou letu, technické údaje jsou tajné (neoficiálně se udává rychlost Mach 4–6 a dolet 300–400 km), [7][21] podle ruských informací při testu v dubnu 2017 dosáhla rychlosti Mach 8. Rusko plánuje zařazení střely do výzbroje jaderných raketových křižníků Pjotr Velikij a Admiral Nachimov.[21]
- Ch-47M2 Kinžal – protizemní střela o doletu 2000 km vypouštěná z letadla MiG-31, rychlost Mach 10. Vývoj vychází z balistické rakety Iskander, podle ruských zdrojů začalo testování v prosinci 2017,[22] úspěšný test proběhl v březnu 2018.[23]
- Avangard – hypersonický, raketovým nosičem vynášený kluzák s mezikontinentálním dosahem, schopný nést jak konvenční, tak jadernou munici. Udávaná rychlost dosahuje Mach 27, přičemž během letu je schopnen manévrovat. Systém byl vyvíjen od 90. let a k prvnímu zařazení do výzbroje došlo 27.12.2019[24]

Čína
- DF-17 (DF-ZF, WU-14)[25] – kluzák dosahující rychlost Mach 10, testován v lednu 2014.[26]
- Starry Sky 2 – bezpilotní letoun, během úspěšného testu v srpnu 2018 dosáhl rychlost Mach 6.[27]

Indie
- BrahMos II – zdokonalená verze nadzvukové protilodní a protizemní střely s plochou dráhou letu BrahMos, vyvíjené od konce 90. let společně s Ruskem.[4][28] Podle nepotvrzených údajů vychází z ruské střely 3M22 Zirkon a má dosahovat rychlost Mach 7 při doletu 300 km.[7]